# جوستين كوبر
جوستين كوبر (بالإنجليزية: Justin Cooper)‏ (و. 1988 – م) هو ممثل، وممثل تلفزيوني، من الولايات المتحدة الأمريكية، ولد في لوس أنجلوس.

## وصلات خارجية
- جوستين كوبر على موقع IMDb (الإنجليزية)
- جوستين كوبر على موقع ألو سيني (الفرنسية)
- جوستين كوبر على موقع أول موفي (الإنجليزية)
- جوستين كوبر على موقع قاعدة بيانات الأفلام السويدية (السويدية)
- جوستين كوبر على موقع قاعدة بيانات الفيلم (الإنجليزية)
- جوستين كوبر على موقع كينوبويسك (الروسية)